# جوانجا (فنوج)
جوانجا، روستایی در دهستان محترم آباد بخش کتیج شهرستان فنوج در استان استان سیستان و بلوچستان ایران است.
این روستا در ۳۳ کیلومتری محترم آباد، مرکز دهستان محترم‌آباد و ۷۸ کیلومتری فنوج، مرکز شهرستان‌ فنوج قرار دارد و یکی از دور افتاده ترین و محروم ترین روستاهای ایران به حساب می آید.

## جمعیت
بر پایه سرشماری عمومی نفوس و مسکن در سال ۱۳۹۵، جمعیت این روستا برابر با ۲۵ نفر (۶ خانوار) بوده‌است.